# Lewedorp
Lewedorp ist ein Dorf innerhalb der Gemeinde Borsele in der niederländischen Provinz Zeeland. Das Dorf hat 1810 Einwohner (Stand: 1. Januar 2024). Das Dorf liegt im südlichen Teil der Halbinsel Zuid-Beveland, dem sogenannten „Zak van Zuid-Beveland“. Lewedorp ist das jüngste Dorf der Gemeinde und war ursprünglich nur eine Ansammlung von Häusern unter dem Namen Noord-Kraayert, nach dem Kraayertpolder, in dem sich der Weiler befand.
Der Bau des Verbindungsdamms durch die Sloe im Jahr 1871 zwischen Walcheren und Zuid-Beveland gab ihr einen bedeutenden Wachstumsimpuls. 1929 war der Ort so weit gewachsen, dass man von einem vollwertigen Dorf sprechen konnte. Der Gemeinderat von 's-Heer Arendskerke, dem der Ort damals unterstand, beschloss, dass auch das neue Dorf einen neuen Namen erhalten sollte und erhielt so seinen heutigen Namen. Dieser rührt vom damaligen Bürgermeister Jonkheer U.E. Lewe van Neijenstein her. Lewedorp war bis 1970 eine selbstständige Gemeinde und wurde zu jenem Jahr in die Gemeinde Borsele eingegliedert.